# Velešín
Velešín è una città della Repubblica Ceca facente parte del distretto di Český Krumlov, in Boemia Meridionale.